# Ermúpoli
Ermúpoli o Hermúpolis (en griego Ερμούπολη, "Ermúpoli"), "la ciudad de Hermes", es una ciudad de Grecia, capital y principal ciudad de la unidad periférica de Siros y de la periferia de Egeo Meridional. Es la mayor de las ciudades de las islas Cícladas y uno de los más activos puertos del Egeo.

## Historia
Ermúpoli fue fundada durante la revolución griega en la década de 1820, como una extensión de la antigua población de Ano Syros, situada en el interor de la isla. Pronto se convirtió en un imponente centro comercial e industrial, al igual que su más importante puerto. 
La famosa Greek Steamship Company fue fundada en 1856, y se construyeron miles de barcos en los astilleros de la isla de Siros. Finalmente Ermúpoli fue eclipsada por la pujanza del puerto de El Pireo a finales del siglo XIX, lo que supuso el declive de la ciudad. Recientemente su economía ha mejorado, ahora en el sector de servicios, educación, industria y turismo.

## Ciudades hermanadas
- El Puerto de Santa María (España)